# Zinédine Machach
Zinédine Machach (ur. 5 stycznia 1996 w Marsylii) – francuski piłkarz marokańskiego pochodzenia występujący na pozycji pomocnika we włoskim klubie FC Crotone, do którego jest wypożyczony z SSC Napoli.
23 stycznia 2019 został wypożyczony do włoskiego klubu FC Crotone.

## Statystyki kariery
(aktualne na dzień 11 sierpnia 2016)
| Klub                      | Sezon              | Liga               | Liga  | Liga   | Puchar kraju | Puchar kraju | Puchar ligi | Puchar ligi | Europa | Europa | Suma  | Suma   |
| Klub                      | Sezon              | Liga               | Mecze | Bramki | Mecze        | Bramki       | Mecze       | Bramki      | Mecze  | Bramki | Mecze | Bramki |
| ------------------------- | ------------------ | ------------------ | ----- | ------ | ------------ | ------------ | ----------- | ----------- | ------ | ------ | ----- | ------ |
| Toulouse FC               | 2014/15            | Ligue 1            | 1     | 0      | 0            | 0            | 0           | 0           | –      | –      | 1     | 0      |
| Toulouse FC               | 2015/16            | Ligue 1            | 16    | 1      | 1            | 0            | 4           | 0           | –      | –      | 21    | 1      |
| Olympique Marsylia (wyp.) | 2016/17            | Ligue 1            | 0     | 0      | 0            | 0            | 0           | 0           | –      | –      | 0     | 0      |
| Ogólnie w karierze        | Ogólnie w karierze | Ogólnie w karierze | 17    | 1      | 1            | 0            | 4           | 0           | 0      | 0      | 22    | 1      |